# Scotophilus kuhlii
Scotophilus kuhlii är en fladdermusart som beskrevs av Leach 1821. Scotophilus kuhlii ingår i släktet Scotophilus och familjen läderlappar. IUCN kategoriserar arten globalt som livskraftig. Inga underarter finns listade i Catalogue of Life. Wilson & Reeder (2005) skiljer mellan 7 underarter.
Djuret når en absolut längd av 110 till 131 mm, inklusive en 40 till 52 mm lång svans samt en vikt av 17 till 22 g. Scotophilus kuhlii har 47 till 53 mm långa underarmar, 10 till 13 mm långa bakfötter och 12 till 16 mm stora öron. Den korta och glänsande pälsen på ovansidan har ofta en rödbrun färg och undersidan är täckt av ljusare päls. Det broskiga utskottet i örat (tragus) är långt och böjt.
Arten förekommer i stora delar av södra och sydöstra Asien från Pakistan till östra Kina och Taiwan samt söderut till Java och Timor. Den lever i låglandet och i låga bergstrakter upp till 1100 meter över havet. Scotophilus kuhlii vistas i olika habitat och den kan anpassa sig till människans samhällen.
Denna fladdermus vilar i grottor, i bergssprickor, i trädens håligheter, under stora blad samt i byggnader. Ofta förekommer kolonier med några hundra medlemmar. Arten jagar olika insekter. Honor är 105 till 115 dagar dräktig och föder sedan en eller två ungar. Vid jakten används ekolokalisering.

## Bildgalleri

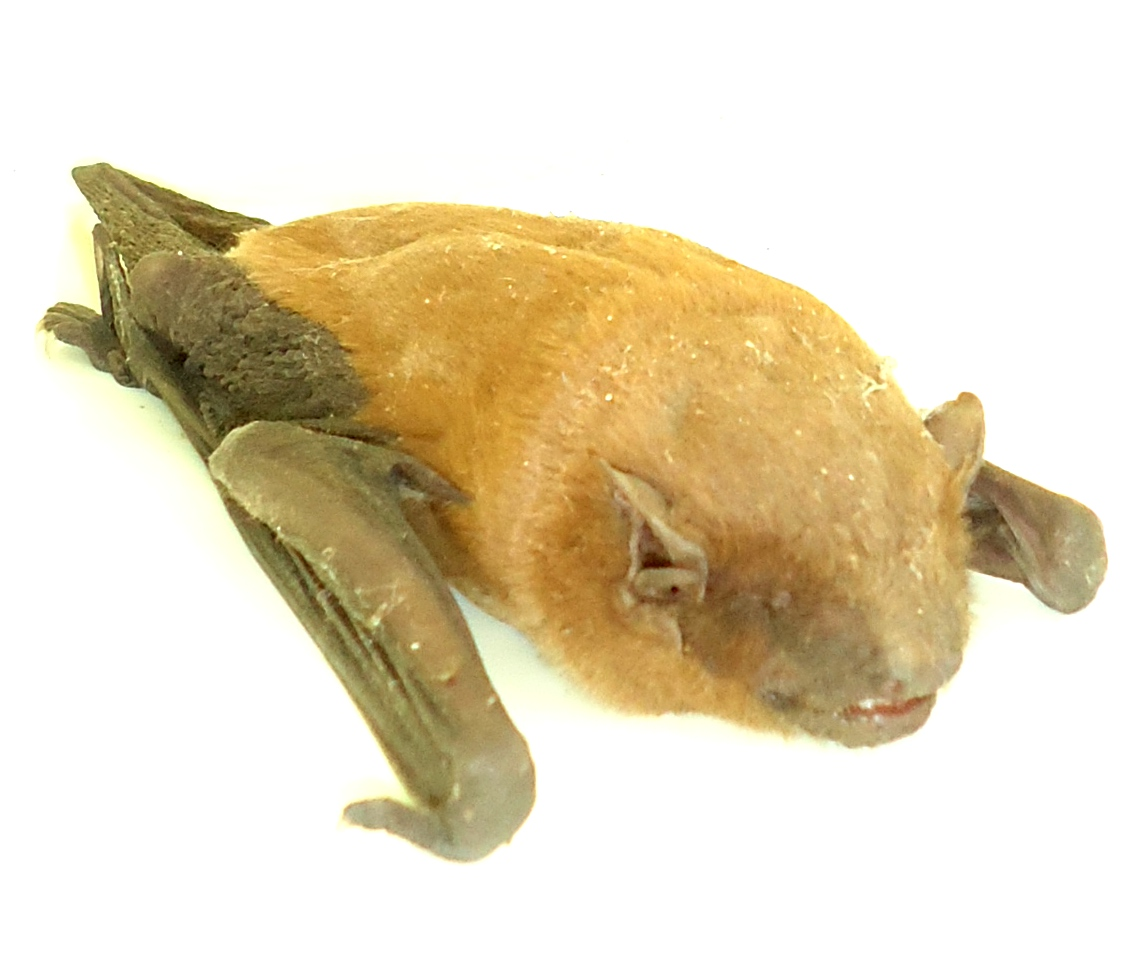
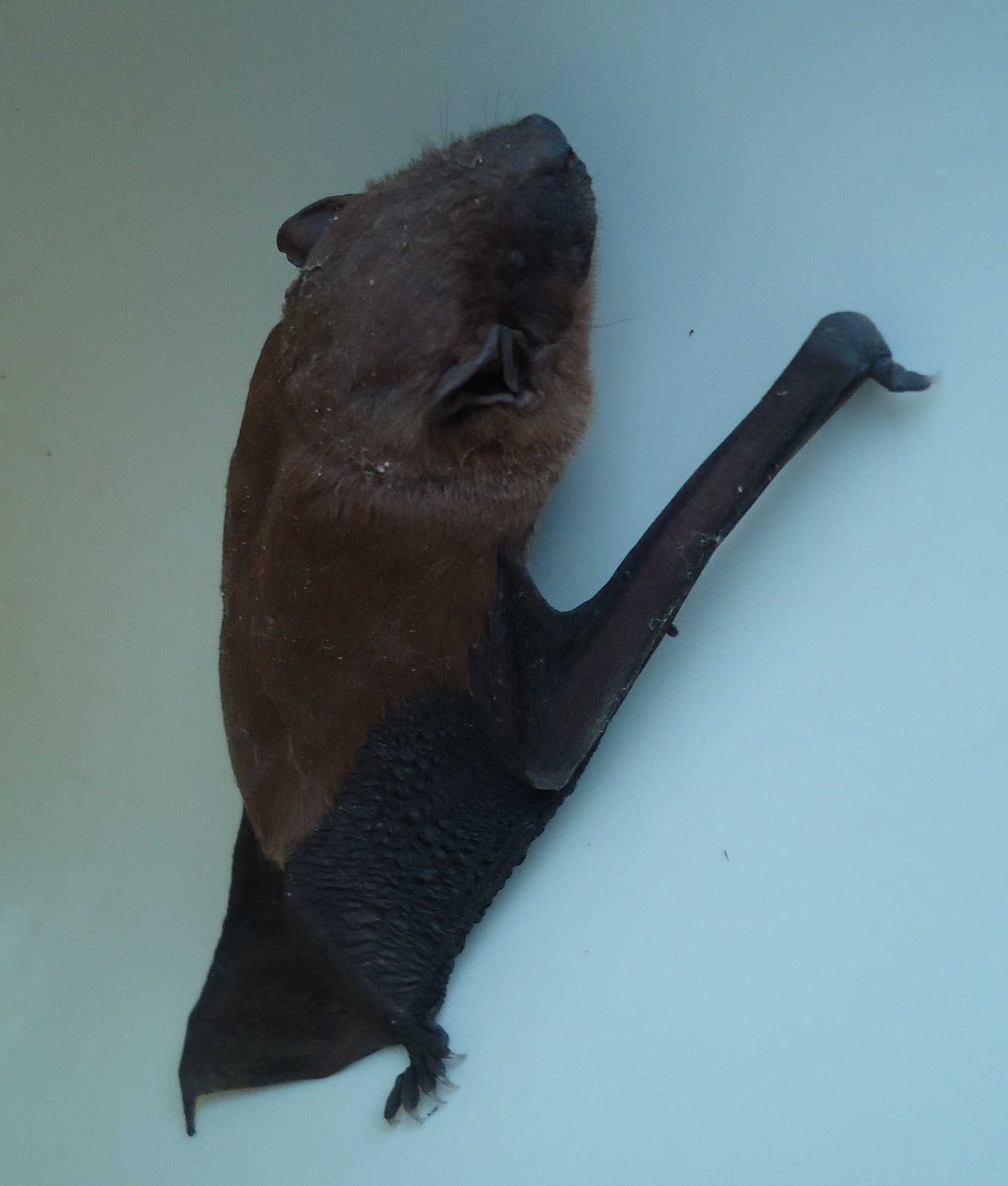
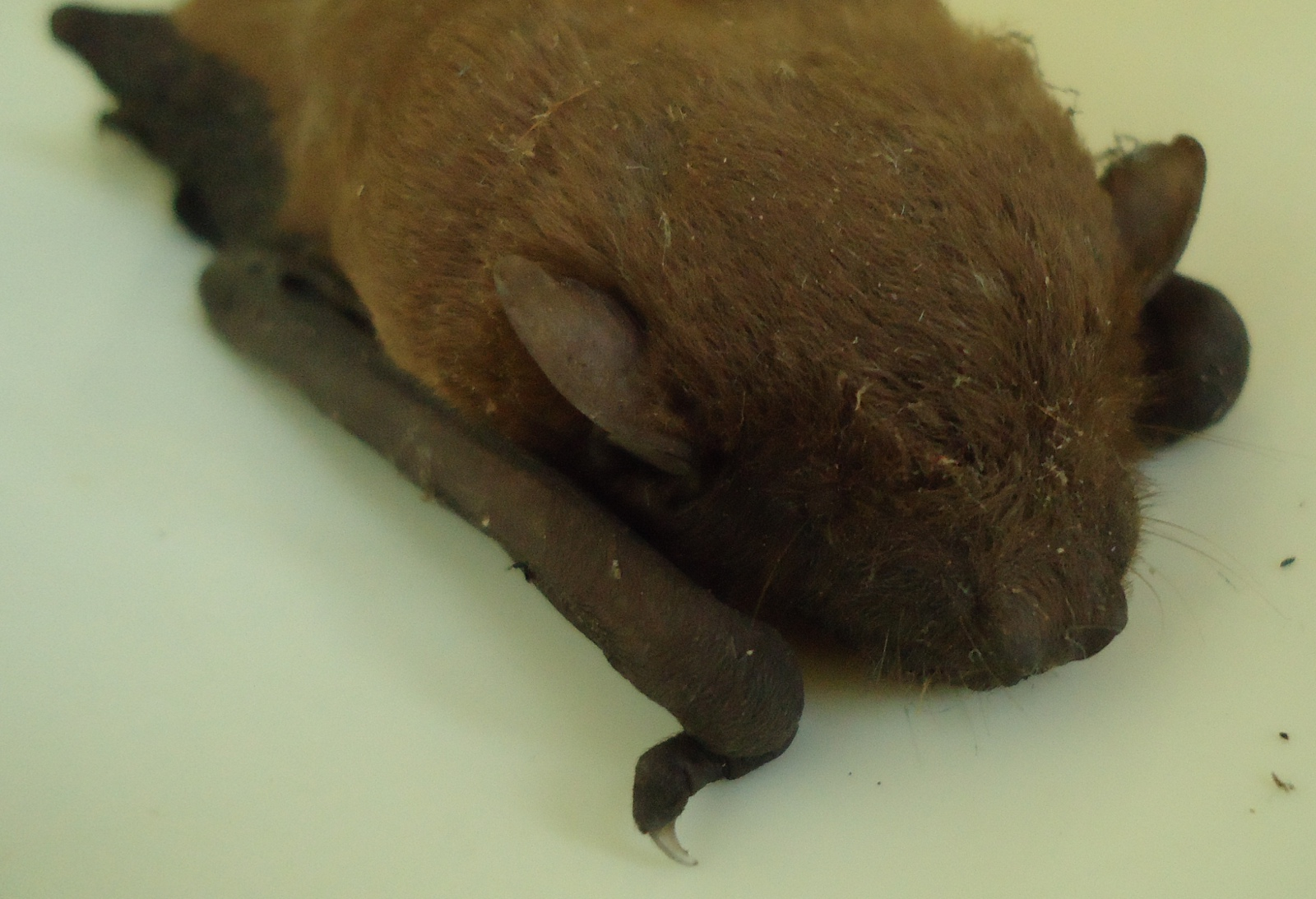
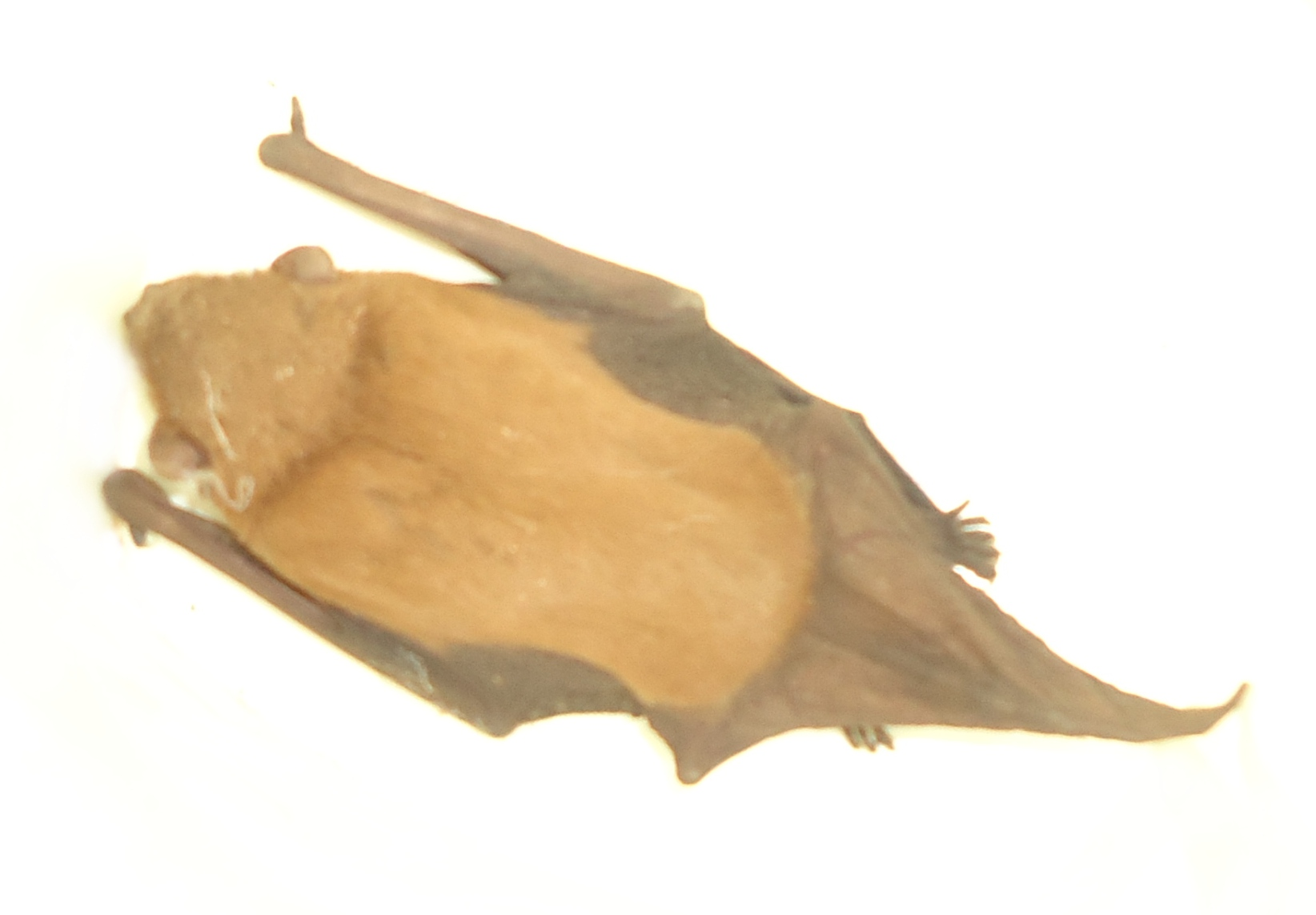